# Dudelange
Dudelange (luxemburguès Diddeleng, alemany Düdelingen) és una comuna i vila a l'est de Luxemburg, que forma part del cantó d'Esch-sur-Alzette. Va rebre el títol municipal el 1907 de mans de Guillem IV de Luxemburg i comprèn les viles de Dudelange i Budersberg. Limita a l'oest amb Kayl, al nord amb Bettembourg, a l'est amb Frisange, i al sud i sud-est amb Zoufftgen i Volmerange-les-Mines (França).

## Població
| Nacionalitat   | Població | %      |
| -------------- | -------- | ------ |
| luxemburguesos | 11.692   | 67,51% |
| Forasters      | 5.628    | 32,49% |
| - portuguesos  | 2.815    | 16,25% |
| - francesos    | 716      | 4,13%  |
| - italians     | 883      | 5,10%  |
| - belgues      | 204      | 1,18%  |
| - alemanys     | 189      | 1,09%  |
| - iugoslaus    | 427      | 2,47%  |
| - altres       | 394      | 2,27%  |

## Economia
Dudelange és una important centre industrial que va créixer sobre la base de tres pobles i una fàbrica d'acer a princips delsegle xx. De fet, la "D" en el nom del grup siderúrgic Arbed és per la primera lletra de la ciutat. En aquesta ciutat també es troba la Torre de Ràdio de Dudelange, que és una ràdio FM i una emissora de televisió.

## Composició de l'ajuntament
El consell municipal elegit per un peróde de sis anys conté disset membres. A les darreres eleccions del 8 d'octubre de 2017, el Partit Socialista dels Treballadors (LSAP) va obtenir la majoria absoluta amb deu escons. El poder executiu o «collège échevinal» elegit per 2018-2023, és compost del burgmestre Dan Biancalana i quatre échevins, tots del LSAP. A l'oposició hi ha el Partit Popular Social Cristià (CSV) amb 5 escons, els Els Verds «Déi Greng» amb 2, l'esquerra Déi Lenk i el Partit Reformista d'Alternativa Democràtica (ADR) cadascú amb un escó.

## Evolució demogràfica
| Any  | Població | Année | Població | Any  | Població | Any  | Població |
| ---- | -------- | ----- | -------- | ---- | -------- | ---- | -------- |
| 1851 | 1652     | 1930  | 14657    | 1996 | 16500    | 2001 | 17804    |
| 1882 | 1604     | 1945  | 12110    | 1997 | 16681    | 2002 | 17921    |
| 1890 | 5091     | 1975  | 14654    | 1998 | 16900    | 2003 | 17966    |
| 1900 | 8751     | 1985  | 13791    | 1999 | 17391    | 2004 | 18141    |
| 1910 | 10803    | 1995  | 16255    | 2000 | 17620    | 2005 | 18297    |